# Erk
Erk község Heves vármegye Hevesi járásában.

## Fekvése
A vármegye déli szélén helyezkedik el, Hevestől és Detktől egyaránt 19-19 kilométer távolságra. 
A közvetlenül szomszédos települések: északkelet felől Zaránk, kelet felől Tarnaméra, délkelet felől Jászszentandrás, dél felől Tarnaörs, északnyugat felől pedig Visznek.
Külterületeinek egy jelentősebb része – közel 4,5 négyzetkilométernyi terület, a központjától délkeletre – a Hevesi Füves Puszták Tájvédelmi Körzet részeként természetvédelmi oltalom alá esik.

### Megközelítése
Csak közúton érhető el, Zaránk vagy Tarnaörs érintésével, mindkét irányból a 3205-ös úton.
Az ország távolabbi részei felől az M3-as autópályán közelíthető meg a legegyszerűbben, mely mintegy 18 kilométerre északra halad el a településtől; a sztrádáról (megközelítési iránytól függően) atkári vagy nagyfügedi letéréssel lehet eljutni a faluba.

## Története
A terület már az őskorban is lakott volt. A honfoglalás után Árpád törzséhez tartozó népcsoport telepedett le. A települést először írásban 1331-ben említik, majd 1391-ben, ekkor Ewrk néven. A falu birtokosa 1435-ben Berzeviczki Pohárnok István volt. Halála után a Rozgonyi család kapta meg adományként. A 16. században nem érte jelentősebb pusztítás. 1526-ig a vármegye egyik legnépesebb települése volt. A török uralom alatt fokozatosan elnéptelenedett, 1687-re elpusztult, s csak 1710 után népesült be újra. Kisnemesek népesítették be. A Baratnaky család birtoka lesz, majd a 18. század első felétől a Orczy István, majd Orczy Lőrinc lett az egész település tulajdonosa. A falu lakossága 1786-ban 705 fő volt, az 1900-as évek elején már 1328 fő. Lakói növénytermesztéssel és állattenyésztéssel foglalkoznak.

## Közélete

### Polgármesterei
- 1990–1994: Csintalan Györgyné (MDF)[3]
- 1994–1998: Csintalan Györgyné (MDF)[4]
- 1998–2002: Csintalan Györgyné (MDF)[5]
- 2002–2006: Meleghegyi Béla (független)[6]
- 2006–2010: Meleghegyi Béla (független)[7]
- 2010–2014: Meleghegyi Béla (független)[8]
- 2014–2019: Pető László György (független)[9]
- 2019–2024: Pető László György (független)[10]
- 2024– : Pető László György (független)[1]

## Népesség
A település népességének változása:
| Lakosok száma | 940  | 950  | 935  | 947  | 924  | 956  | 1019 |
|               | 2013 | 2014 | 2015 | 2021 | 2022 | 2023 | 2024 |

2001-ben a település lakosságának 68%-a magyar, 32%-a cigány nemzetiségűnek vallotta magát.
A 2011-es népszámlálás során a lakosok 92,4%-a magyarnak, 47,6% cigánynak mondta magát (7,5% nem nyilatkozott; a kettős identitások miatt a végösszeg nagyobb lehet 100%-nál). A vallási megoszlás a következő volt: római katolikus 72,7%, református 2,4%, evangélikus 1,4%, görögkatolikus 0,6%, felekezeten kívüli 10,5% (11,9% nem nyilatkozott).
2022-ben a lakosság 91,9%-a vallotta magát magyarnak, 30,8% cigánynak, 0,2% németnek, 0,9% egyéb, nem hazai nemzetiségűnek (8% nem nyilatkozott; a kettős identitások miatt a végösszeg nagyobb lehet 100%-nál). Vallásuk szerint 52,9% volt római katolikus, 0,9% görög katolikus, 0,6% református, 0,2% evangélikus, 2,4% egyéb keresztény, 1,8% egyéb katolikus, 12,2% felekezeten kívüli (28,7% nem válaszolt).

## Nevezetességei
- Római katolikus templom. 1796-ban épült báró Orczy Lőrinc adományából késő barokk stílusban; Szent István király tiszteletére szentelték fel. A Fő téren álló épülete egyhajós, tornya homlokzati órahelyes párkánnyal épült meg.
- I. világháborús emlékmű
- II. világháborús emlékmű
- Szent István király szobra
- Erki szélerőmű
- Második Befogadó falu